# Аканеєво
Акане́єво (рос. Аканеево, башк. Әкәнәй) — село у складі Дюртюлинського району Башкортостану, Росія. Входить до складу Староянтузовської сільської ради.
Населення — 283 особи (2010; 294 2002).
Національний склад:
- татари — 54 %
- башкири — 46 %